# Вавилов, Иван Саввич
Ива́н Са́ввич Вави́лов (? — 1856) — крупный фридрихсгамский купец и судовладелец. Автор ряда книг «по коммерческим наукам», выступал с публичными лекциями. Член Русского географического общества и Императорского Вольного экономического общества.
Один из идеологов русского купечества; выступая за торгово-промышленное развитие России, он писал:

Те страны, где промышленность и торговля находятся в пренебрежении, угрожаются всеобщею нищетою, и рано или поздно, погрузясь в ничтожество, вычеркиваются из списка самобытности.
— Сборник коммерческих знаний (1850)

## Сочинения
- Очерк коммерческой бухгалтерии и терминологии, составленный И. С. Вавиловым. — СПб.: тип. Штаба Отдельного корпуса внутренней стражи, 1843
- Беседы русского купца о торговле. Практический курс коммерческих знаний, излагаемый в С.-Петербурге публично по поручению Императорского Вольного Экономического общества и издаваемый под покровительством оного членом его Фридрихсгамским Первостатейным Купцом Иваном Вавиловым (в 2-х частях). — СПб.: тип. Штаба Отдельного корпуса внутренней стражи, 1845—1846
- Сборник коммерческих знаний, изданный фридрихсгамским первостатейным купцом И. Вавиловым, Императорского Вольного экономического, Географического и многих других обществ членом. — СПб.: тип. Якова Трея, 1850
- О классификации кораблей и судов. — СПб., 1850
- Справочный коммерческий словарь. — СПб.: Морская типография, 1856

Также публиковался в газете «Северная пчела», журнале «Маяк».